# 小栗栖香平
小栗栖 香平（おぐるす こうへい、1858年（安政5年） - ?）は、明治期の官僚、教育者、児童新聞社長。

## 経歴
肥後国生まれ。加藤啓明の二男。教部省の神沸試験に合格し、外国語学校へ入学。のちに慶應義塾に転じ1878年（明治11年）卒業。1885年（明治18年）宮内省華族局四等属に転じ「華族世襲財産法及び其施行手続」を草案する。翌年逓信省三等属となり、フランス、ボールベルの理科訓導を翻訳し、教科書に採用しようとするが案が通らず辞任。実用英学院を創立し百余名の生徒を得る。1902年（明治35年）児童新聞社を創立して「児童世界」を刊行。
正確な没年月日は不詳であるが、1922年（大正11年）に発行された「慶応義塾総覧」の卒業生名簿に、発行の時点で既に死亡していたことを意味する「△」と共に名前が記載されていた。